# 德尔加杜角省
德尔加杜角省（葡文：Província de Cabo Delgado）是莫桑比克11省之一，位于该国最北部，首府彭巴（葡文：Pemba），其它重要城市有蒙特普埃茲、濱海莫辛布瓦。面积82,625平方公里，2007年统计人口1,606,568人，2017年普查人口2,333,278人（初步數字）。北邻坦桑尼亚，西接尼亚萨省，南接楠普拉省。德尔加杜角省是马孔德人部落的聚集地。